# Carlo Carafa
Carlo Carafa (ur. 29 marca 1517 – zm. 4 marca 1561) – włoski kardynał, bratanek papieża Pawła IV.

## Życiorys
W młodości wstąpił do zakonu joannitów i został bajlifem Neapolu. Kiedy jego wuj Gian Pietro Carafa w 1555 został papieżem Pawłem IV, mianował go swoim kardynałem-nepotem i powierzył szereg funkcji w zarządzie Kościołem i państwem papieskim, m.in. był legatem w Fermo, gubernatorem kilku miast, regentem Kancelarii Apostolskiej, a 30 sierpnia 1555 został legatem w Bolonii i superintendentem generalnym Stolicy Apostolskiej. Współtworzył profrancuską i antyhiszpańską politykę Pawła IV. Kiedy w 1556 wybuchł bunt popieranej przez Hiszpanię rodziny Colonna przeciw papieżowi, Carlo udał się jako legat do Hiszpanii i wynegocjował pokój. Działał także jako mediator z ramienia papieża pomiędzy Francją a Hiszpanią w 1557. Administrator diecezji Comminges z nominacji króla Francji Henryka II od 6 lipca 1556.
Rządy kardynała Carafy w Państwie Kościelnym były bardzo brutalne i wywoływały powszechny sprzeciw, który w końcu zmusił papieża do interwencji. 27 stycznia 1559 został odwołany przez swojego wuja ze stanowiska legata w Bolonii i superintendenta Stolicy Apostolskiej i nie odzyskał już jego zaufania. Mimo to zachował spore wpływy wśród kardynałów nominowanych przez Pawła IV i po jego śmierci (18 sierpnia 1559) odegrał dużą rolę na konklawe 1559. Nowy papież Pius IV wszczął śledztwo w sprawie nadużyć popełnionych przez niego i innych członków rodu Carafa. 7 czerwca 1560 Carlo Carafa i kilku jego krewnych zostało aresztowanych i osadzonych w więzieniu w zamku św. Anioła. Powołano 8-osobową komisję kardynalską do zbadania zarzucanych im zbrodni i nadużyć. Carlo Carafa został uznany za winnego zarzucanych mu czynów, pozbawiony godności kardynalskiej i wszystkich posiadanych beneficjów i skazany na śmierć. Wyrok wykonano 4 marca 1561 roku w zamku św. Anioła. Trzech innych jego krewnych ścięto.
Papież Pius V, następca Piusa IV i były współpracownik Pawła IV, doprowadził do rewizji procesu i 26 września 1567 uznał wydany wówczas wyrok za niesprawiedliwy. Carlo Carafa i jego krewni zostali pośmiertnie zrehabilitowani, a skonfiskowane dobra zwrócono ich spadkobiercom.